# Shuto Kammera
Shuto Kammera (上米良 柊人 Kammera Shuto?, nacido el 2 de julio de 1996 en Kanagawa) es un futbolista japonés que juega como centrocampista.
En 2019, Kammera se unió al SC Sagamihara de la J3 League.

## Trayectoria

### Clubes
| Club          | País  | Año    |
| ------------- | ----- | ------ |
| SC Sagamihara | Japón | 2019 - |

## Estadística de carrera

### J. League
| Club          | Año   | J. League | J. League | Copa J. League | Copa J. League | Total | Total |
| Club          | Año   | Part.     | Goles     | Part.          | Goles          | Part. | Goles |
| ------------- | ----- | --------- | --------- | -------------- | -------------- | ----- | ----- |
| SC Sagamihara | 2019  | 32        | 5         | -              | -              | 32    | 5     |
| Total         | Total | 32        | 5         | 0              | 0              | 32    | 5     |